# Aleksander Słuszka
Aleksander Słuszka herbu Ostoja (1580–1647) – wojewoda trocki w latach 1642–1647,  wojewoda nowogrodzki (w 1638), wojewoda miński (w 1633), kasztelan żmudzki (w 1628), kasztelan miński (w 1618), marszałek Trybunału Głównego Wielkiego Księstwa Litewskiego (w 1641), starosta rzeczycki, łojowski, mozyrski i homelski.
Aleksander, wychowany w kalwinizmie, początkowo był jego hojnym wyznawcą. Około 1621 roku razem z żoną przeszedł na katolicyzm, którego stał się gorliwym wyznawcą, postawił za życia klasztor dominikanów w Rzeczycy i w Stołpcach w województwie nowogródzkim. Postawił również dwa kościoły w Wołożynie i jeden na Kowalewszczyźnie w województwie podlaskim.
W 1628 roku wyznaczony komisarzem z Senatu do zapłaty wojsku Wielkiego Księstwa Litewskiego.
Na sejmie koronacyjnym 1633 roku wyznaczony deputatem na Trybunał Skarbowy Wielkiego Księstwa Litewskiego. W 1634 roku wyznaczony na sejmie komisarzem z Senatu do zapłaty wojsku Wielkiego Księstwa Litewskiego.
Był elektorem Władysława IV Wazy z Księstwa Żmudzkiego w 1632 roku, podpisał jego pacta conventa.